# Peer-to-peer web hosting
Le Peer-to-peer web hosting (en français « hébergement web en pair à pair ») est une technique qui consiste à utiliser les réseaux pair à pair (P2P) pour gérer l'accès et mise à disposition d'informations sur internet. C'est un fonctionnement différent du mode client-serveur qui implique la distribution de pages par des serveurs web destinés à cet usage.
Les pages sont retrouvables au moyen d'une unique adresse URL depuis différents serveurs (qui sont le plus souvent les ordinateurs d'autres utilisateurs), pouvant ainsi permettre d'augmenter la fiabilité d'accès, la résistance à la censure (d'internet), la longévité, et le coût en bande passante.
Ce type d'hébergement est plus approprié aux pages web statiques que aux pages web dynamiques.
Un inconvénient est que les informations sont répliquées et stockées sur plusieurs ordinateurs (dits serveurs), toutefois ceci est fait automatiquement.
Un autre inconvénient important : un site web hébergé en pair-à-pair n'est affichable qu'après avoir installé un logiciel ou plugin permettant d'accéder au réseau pair à pair l'hébergeant.

## Cas des flux de médias
Les réseaux d'hébergement vidéo PeerTube utilise le protocole WebTorrent pour distribuer les vidéos en pair à pair et ActivityPub pour la décentralisation au sein du Fediverse des informations concernant les flux disponibles. Les réseaux d'hébergement DTube et lbry.tv sont deux réseaux utilisant à la fois le partage de vidéo par WebTorrent, et l'utilisation d'une blockchain (respectivement DTube Coin (DTC) et LBRTY) propre pour la cohésion du réseau.

## Exemples de réseaux Peer-to-peer capables d'héberger des sites HTML
- Beaker
- Hyphanet
- IPFS
- Osiris
- ZeroNet